# Харасюки (гмина)
Харасюки (пол. Harasiuki) — сельская гмина (волость) в Польше, входит как административная единица в Нисковский повет, Подкарпатское воеводство. Население — 6445 человек (на 2005 год).

## Демография
| Перепись                       | Всего   | Всего | Женщины | Женщины | Мужчины | Мужчины |
| ------------------------------ | ------- | ----- | ------- | ------- | ------- | ------- |
| Единицы                        | человек | %     | человек | %       | человек | %       |
| Население                      | 6382    | 100   | 3201    | 50,2    | 3181    | 49,8    |
| Плотность населения (чел./км²) | 37,9    | 37,9  | 19      | 19      | 18,9    | 18,9    |

## Сельские округа
1. Банахы
2. Дерыляки
3. Гузд
4. Харасюки
5. Хуциско
6. Хута-Кшешовска
7. Хута-Подгурна
8. Стара-Хута
9. Кшешув-Гурны
10. Куше
11. Лазоры
12. Мазарня
13. Нова-Хута
14. Нова-Весь
15. Пулсеракув
16. Рогузня
17. Рычки
18. Серакув
19. Шелига
20. Вулька
21. Новы-Жук
22. Стары-Жук

## Соседние гмины
1. Гмина Билгорай
2. Гмина Бища
3. Гмина Янув-Любельски
4. Гмина Яроцин
5. Гмина Кшешув
6. Гмина Поток-Гурны
7. Гмина Улянув